# Maepo-eup
Maepo-eup (koreanska: 매포읍) är en köping i den centrala delen av Sydkorea, 130 km sydost om huvudstaden Seoul. Den ligger i kommunen Danyang-gun i provinsen Norra Chungcheong.